# Reeva Steenkamp
Reeva Rebecca Steenkamp (/ˈriːvə ˈstiːən.kʌmp/; 19 tháng 8 năm 1983 – 14 tháng 2 năm 2013) là một người mẫu người Nam Phi. Cô bị vận động viên Olympic và Paralympic Oscar Pistorius, người lúc bấy giờ đang hẹn hò với cô, bắn chết. Anh bị kết tội ngộ sát vào ngày 12 tháng 9 năm 2014.

## Tiểu sử
Reeva Steenkamp sinh ngày 19 tháng 8 năm 1983 tại Cape Town, tỉnh Tây Cape, con của một người nuôi dạy ngựa; mẹ cô là vợ hai của ông. Cô có hai người anh trai. Adam và Simone.. Gia đình cô sau đó chuyển tới Port Elizabeth cũng thuộc tỉnh Tây Cape. Cô học phổ thông và đại học luật tại đây.

## Qua đời
Ngày 14 tháng 2 năm 2013, Steenkamp bị bạn trai Oscar Pistorius sát hại tại nhà riêng. Thi thể cô được hoả táng tại đài hoá thân Công viên Victoria ở Cảng Elizabeth ngày 19 tháng 2 năm 2013. Pistorius bị bắt và kết tội giết người. Theo Pistorius, anh bắn chết Steenkamp vì cho rằng cô là một kẻ xâm nhập. Ngày 12 tháng 9 năm 2014, anh bị kết án ngộ sát.
Steenkamp và Anene Booysen, hai phụ nữ Nam Phi trẻ cùng bị giết vào năm 2013, được trao danh hiệu Người Nam Phi của năm 2013 do báo Daily Maverick bình chọn.
Tháng 2 năm 2014 eNCA phát sóng một chương trình phim tài liệu đặc biệt dài nửa tiếng về cuộc đời Steenkamp với tiêu đề Reeva: The Model You Thought You Knew.